# Цілинне (Хайбуллінський район)
Ціли́нне (рос. Целинное, башк. Сиҙәм) — село у складі Хайбуллінського району Башкортостану, Росія. Адміністративний центр Цілинної сільської ради.
Населення — 1120 осіб (2010; 1175 в 2002).
Національний склад:
- башкири — 70%